# Øivind Holmsen
Øivind Josef Holmsen (Oslo, 28 april 1912 – aldaar, 23 augustus 1996) was een Noors voetballer die gedurende zijn carrière als verdediger speelde voor FC Lyn Oslo. Hij overleed op 84-jarige leeftijd in de Noorse hoofdstad Oslo.

## Interlandcarrière
Øivind Holmsen won met het Noors voetbalelftal de bronzen medaille op de Olympische Zomerspelen 1936 in Berlijn, Duitsland. In de troostfinale was de ploeg onder leiding van bondscoach Asbjørn Halvorsen met 3-2 te sterk voor Polen. Tevens maakte hij deel uit van de Noorse selectie voor het WK voetbal 1938. In totaal speelde Holmsen 36 interlands voor zijn vaderland, en scoorde hij vijf keer in de periode 1934-1945.